# Atalopedes
Atalopedes is een geslacht van vlinders van de familie van de dikkopjes (Hesperiidae), uit de onderfamilie van de Hesperiinae. De wetenschappelijke naam en de beschrijving van dit geslacht zijn voor het eerst gepubliceerd in 1863 door Samuel Hubbard Scudder.

## Soorten
- Atalopedes campestris (Boisduval, 1852)
- Atalopedes mesogramma (Latreille, 1824)
- Atalopedes carteri Evans, 1955
- Atalopedes flaveola (Mabille, 1891)
- Atalopedes bahiensis (Schaus, 1902)